# Conostegia superba
Conostegia superba är en tvåhjärtbladig växtart som beskrevs av Charles Victor Naudin. Conostegia superba ingår i släktet Conostegia och familjen Melastomataceae. IUCN kategoriserar arten globalt som sårbar.
Artens utbredningsområde är Jamaica. Inga underarter finns listade i Catalogue of Life.